# Ofrínion
Ofrínion (Ofrynio) är en ort i Grekland.   Den ligger i prefekturen Nomós Kaválas och regionen Östra Makedonien och Thrakien, i den nordöstra delen av landet, 300 km norr om huvudstaden Aten. Ofrínion ligger 105 meter över havet och antalet invånare är 758.
Terrängen runt Ofrínion är kuperad norrut, men söderut är den platt. Havet är nära Ofrínion åt sydväst.  Närmaste större samhälle är Asproválta, 18,3 km väster om Ofrínion. Trakten runt Ofrínion består till största delen av jordbruksmark.